# .br
.br este un domeniu de internet de nivel superior, pentru Brazilia (ccTLD).